# آردینه
آردینه روستایی از توابع بخش رودهن شهرستان دماوند در استان تهران ایران است.

## موقعیت جغرافیایی
این روستا در دهستان آبعلی قرار دارد. فاصله این روستا تا شهر آبعلی حدود ۹ کیلومتر و فاصله آن تا روستای لواسان بزرگ تقریباً ۱۲ کیلومتر می باشد.
این روستا در ۸ کیلومتری شمال شهر رودهن واقع شده است. در شمال غرب این روستا، روستای جورد و در جنوب شرق آن روستای وسکاره قرار دارد. این روستا در داخل طرح هادی پنج هکتار و در مجموع هزار هکتار وسعت دارد.

## مردم
مردم این روستا از قومیت طبری هستند و به زبان طبری دماوندی که گویشی از زبان مازندرانی می‌باشد صحبت می‌کنند.

## جاذبه‌های توریستی
این روستا دارای یک مکان تاریخی به نام امام‌زاده پیش می باشد که در شمال روستا واقع شده و توسط میراث فرهنگی ثبت شده‌است؛ که در آن مکان یک درخت با قدمت ۵۰۰ سال موجود می باشد. علاوه بر این در کنار مسجد این روستا ۲ درخت توت قرار دارد که قدمتی بیش از ۱۰۰ سال دارد.